# Báncsa István (esztergomi érsek)
Báncsa István (Báncsai, Báncha, Váncha, Vancsa), (1205 körül – 1266/1268/1270) esztergomi érsek, az első magyar bíboros.

## A tatárjárás alatt
1238 és 1240 között váci és titeli prépost volt, és IV. Béla kancellárjaként szolgált. 1240–42 között váci megyés püspök volt. 1241-ben a király követségbe küldte II. Frigyes német-római császárhoz és IX. Gergely pápához, hogy a tatárok ellen katonai segítséget kérjen, de nem járt sikerrel. A muhi csatavesztés után Dalmáciába ment a királyhoz, aki 1242-ben Dalmácia kormányzójává nevezte ki.

## Esztergomi érsek
1242. augusztus 14-én az esztergomi káptalan érsekké választotta; ebben a tisztségében 1243. július 7-én erősítette meg IV. Ince pápa. Segítette az ország újjáépítésében a királyt, aki 1249-ben épületet adományozott neki. 1252-ben lemondott az érseki címről.

## Bíboros
1252 márciusában (más források szerint még 1251 decemberében) a pápa Palestrina püspökévé és bíborossá nevezte ki. Ezzel Báncsa lett az első magyar bíboros. Ezután 1253-tól pápai követként szolgált Magyarországon és Szlavóniában. 1254-ben részt vett IV. Sándor pápa megválasztásában, 1261-ben viszont IV. Orbánén nem, hanem Magyarországon maradt és közvetített a IV. Béla és fia, István közötti viszályban. 1264–1265-ben részt vett IV. Kelemen pápa megválasztásában, majd annak halála után részt vett az 1268–1271 közötti (az egyház történetében a leghosszabb) konklávén is, de meghalt, mielőtt X. Gergelyt megválasztották volna. Több pápai bulla aláírója is volt.

## Halála
Halálának dátuma vitatott. Különböző források említik az 1266-os évet, az 1268. július 10-i és az 1270. július 9-i dátumot is. A római Santa Balbina-bazilikában temették el, amely 2003-2022 között Erdő Péter bíboros érsek címtemploma volt.